# Camon, Somme

Camon este o comună în departamentul Somme, Franța. În 1 ianuarie 2022 avea o populație de 4.387 de locuitori.